# Oxybelis wilsoni
Oxybelis wilsoni là một loài rắn trong họ Rắn nước. Loài này được Villa & Mccranie miêu tả khoa học đầu tiên năm 1995.